# Car and Driver (jeu vidéo)
Car and Driver est un jeu vidéo de course développé par Lerner Research et publié par Electronic Arts sur IBM PC en 1992. Il permet au joueur de piloter dix voitures sportives : la Porsche 959, la Toyota MR, la Ferrari F40, la Lotus Esprit, la Ferrari 250 Testa Rossa, la Shelby Cobra, la Lamborghini Countach, la Eagle Talon, la Corvette ZR-1 et la Mercedes-Benz C11. Le jeu est développé en collaboration avec le magazine Car and Driver. Il emprunte ainsi l'identité visuelle de ce dernier pour le menu de sélection des voitures, qui permet de visualiser le test de la voiture sélectionné tel que publié dans le magazine. Après avoir sélectionné sa voiture, le joueur peut sélectionner l'un des dix circuits du jeu qui proposent différents environnements et types de compétition. Il peut ainsi piloter sur un parking, sur une autoroute,  dans un anneau de vitesse ou sur des circuits plus traditionnels,,.

## Accueil
| Car and Driver |      |       |
| Média          | Nat. | Notes |
| Gen4           | FR   | 88 %  |
| Joystick       | FR   | 95 %  |
| Tilt           | FR   | 15/20 |